# Orepukia redacta
Orepukia redacta är en spindelart som beskrevs av Forster och Wilton 1973. Orepukia redacta ingår i släktet Orepukia och familjen trattspindlar. Inga underarter finns listade i Catalogue of Life.